# 蜀水
蜀水，是中国长江流域的一条河流，汇入赣江，属于赣江水系。河长144千米，流域面积1306平方千米，多年平均流量36立方米每秒。自然落差1745米。水能理论蕴藏量4万千瓦。